# Artur Maciel
Artur Maciel, nome profissional e literário de Artur Santiago Maciel da Costa, (Lisboa, 21 de Fevereiro de 1900 — Lisboa, 18 de Dezembro de 1977), foi um jornalista e escritor português.
Colaborou nos seguintes jornais:
- O Século da Noite
- A Voz
- Noite
- Diário de Notícias